# Jakov Bajloni
Jakov I. Bajloni (Litomišl, Češka, 8. jul 1839 — Beograd, 20. april 1902) bio je srpski trgovac i industrijalac.

## Biografija
Rođen je u češkoj porodici. U Beču je izučio bačvarski (pinterski) zanat. Sa ocem Ignjatom doselio se 1855. u Beograd i zaposlio kod bačvara Kincela, gde je izrađivao bačve za pivo. Od 1858. godine sa ocem i braćom otvara gostionicu. Ženi se Marijom Valuhovom, devojkom češkog porekla i sinovicom poznatog beogradskog knjižara. Imali su dva sina: Ignjata (*1876 - †1935), kasnije poznatog industrijalca, i Antona, mlinarskog stručnjaka. Sahranjen je na Novom groblju.

## Zasluge za razvoj pivarske industrije u Srbiji
Za njegovo ime se najčešće vezuje razvoj pivarske industrije u Srbiji. Iskoristivši svoje iskustvo u radu sa pivskim bačvama i ispravno procenivši da će pivarstvo biti profitabilan posao, pristupio je grupi beogradskih trgovaca koji su 1871. osnovali Prvo srpsko pivarsko društvo, u kojem je bio jedan od glavnih akcionara i član Upravnog odbora. U sastavu ovog društva nalazila se i Mala pivara na uglu Skadarske i Cetinjske ulice, koju je firma Ignjat Bajloni i sinovi otkupila. Jakov je kao njen upravnik učinio sve da stvori veliku i modernu pivaru. Kao sposoban i energičan preduzetnik, brzo je dospeo do samih vrhova trgovačko-industrijske buržoazije u Srbiji. Radi proširenja fabričke zgrade kupljena su susedna imanja, nabavljena je moderna pivarska oprema iz Češke i Nemačke, uzimani krediti.

## Ostalo
Jakov je učestvovao kao vojnik i u oslobodilačkim ratovima Srbije od Turaka. Za ratne zasluge dobio je ratnu medalju i Orden Takovskog krsta III stepena. Kao jedan od imućnijih industrijalaca na prvom zboru akcionara Narodne banke 1884. godine izabran je za člana Upravnog odbora i na tom položaju ostao do smrti. Jedan je od osnivača Srpskog brodarskog društva i njegov dugogodišnji predsednik. Jedno vreme je bio i član Upravnog odbora Uprave državnih monopola, član Industrijske komore, te dobrotvor Beogradske trgovačke omladine.